# Josef Ammann (Künstler)
Josef Ammann (* 2. Juni 1934 in Gähwil) ist ein Schweizer Künstler.

## Biografie
Ammann wuchs in Gähwil im Kanton St. Gallen in der Schweiz auf. Nach dem Abitur studierte er Philosophie, Pädagogik und Theologie an den Universitäten Freiburg (im Üechtland, Schweiz), München und Freiburg im Breisgau. Weitere Ausbildungsstationen waren:
- 1960/61 Kopf- und Figurenzeichnen, Zeichnen und Aquarellieren bei Reiff, Freiburg im Breisgau
- 1965 Bildhauerei bei Luciano Minguzzi, Salzburg
- 1974 Studioarbeit und Pädagogisches Seminar, Schule für Gestaltung, Zürich
- 1975 Visuelle Kommunikation bei Mario Deluigi, Salzburg
- 1978 Lithografie bei Werner Otte, Salzburg
- 1982 Radieren bei Ivo Malknecht, IFAB Bruneck I
- 1989 Fachhochschule für Design bei Sigrid Delius. Düsseldorf, Deutschland

Von 1972 bis 1979 war Ammann Lehrer für Zeichnen und Gestalten an der Kantonsschule Altdorf und von 1979 bis 1999 hatte er einen Lehrauftrag an der Schule für Gestaltung St. Gallen. Ammann betreibt seit 2001 ein Atelier in seinem Tessiner Wohnort Gordola.

## Schaffen
„Handwerkliches Können gepaart mit künstlerischer Intuition, ermöglicht es, solch eindrückliche Kunstwerke zu gestalten. Für Josef Ammann, der über einen langen und kontinuierlichen Weg zu seinen künstlerischen Aussagen fand, ist das Entstehen eines Werkes ein mystischer Vorgang. Er ist der grosse Idealist geblieben, ein Meister, der die Schwierigkeiten, die diese Kunst in sich trägt, beherrscht und zur Vollkommenheit führt. Nicht umsonst sind seine Werke in der ganzen Welt bekannt und begehrt. Josef Ammann ist ein Künstler, der es nicht nötig hat. sich zu inszenieren. Seine Kunst spricht für sich und beeindruckt, denn Freude des Gestalters sind in den Werken eingebrannt.“

In der reformierten Kirche Sargans hängt ein Abendmahlkreuz und in der katholischen Kirche Wangs ein Auferstehungskreuz von Josef Ammann.

## Ausstellungen (Auswahl)
- 1964: Salzburg A, Biennale Christlicher Kunst
- 1966: Oostende NL, Kultureel Centrum Feestpalais
- 1973: Augsburg D, Kirchliche Geräte Augsburgerdom
- 1976: Krems A, Galerie Wolfsberger
- 1985: Long Beach USA, «Die besten Emailarbeiten weltweit»
- 1986: New York USA, Aaron Faber Galerie
- 1988: Kaiserslautern D, Baden-Baden D, Neustadt D, Hambacher Schloss
- 1991: Erlangen D, Städtisches Museum
- 1992: Langenfeld D, Stadtgalerie
- 1995: Wolnzach b. München D, Galerie Hock-Grässlin
- 1997: Wolnzach b. München D, Galerie Hock-Grässlin
- 2001: Järvenpää FIN, emaljtriennalen
- 2007: Morez F, Maison d'email
- 2009: Galerie zur grünen Tür[2]
- 2011: Coburg, D, Email 3
- 2014: Coburg, D, Email 11